# غريغ هوبكينز
غريغ هوبكينز (بالإنجليزية: Greg Hopkins)‏ هو لاعب كرة قدم أمريكية أمريكي، ولد في 16 نوفمبر 1971 في واينسبرغ في الولايات المتحدة.